# Cálculo de Mueller
El cálculo de Mueller es un método matricial para manipular vectores de Stokes, que representan la polarización de la luz incoherente. Fue desarrollado en 1943 por Hans Mueller, entonces profesor de física en el Massachusetts Institute of Technology. La luz no polarizada o parcialmente polarizada debe tratarse mediante el cálculo de Mueller, mientras que la luz totalmente polarizada puede tratarse tanto con el cálculo de Mueller como con el más simple cálculo de Jones. La luz coherente, generalmente debe tratarse con el cálculo de Jones porque este formalismo funciona con la amplitud en lugar de la intensidad de la luz. El efecto de un determinado elemento óptico es representado por una matriz de Mueller; que es una matriz 4 x 4 y una generalización de la matriz de Jones.
Cualquier estado de la luz total o parcialmente polarizada, incluso no polarizada, puede ser representado por un vector de Stokes ({\displaystyle {\vec {S}}}). Cualquier elemento óptico puede representarse por una matriz de Mueller (M).
Si un rayo de luz está inicialmente en el estado {\displaystyle {\vec {S}}_{i}} y a continuación pasa por un elemento óptico M y sale en un estado {\displaystyle {\vec {S}}_{o}}, a continuación se escribe:

{\displaystyle {\vec {S}}_{o}=\mathrm {M} {\vec {S}}_{i}\ .}

Si un rayo de luz pasa a través del elemento óptico m1 seguido de m2, a continuación M3 se escribe

{\displaystyle {\vec {S}}_{o}={\bigg (}\mathrm {M} _{3}{\Big (}\mathrm {M} _{2}(\mathrm {M} _{1}{\vec {S}}_{i}\ {\big )}{\Big )}{\bigg )}\ }

Dado que la multiplicación de la matriz es asociativa puede escribirse

{\displaystyle {\vec {S}}_{o}=\mathrm {M} _{3}\mathrm {M} _{2}\mathrm {M} _{1}{\vec {S}}_{i}\ .}

Cuidado, el producto de matrices es no conmutativo, así que en general

{\displaystyle \mathrm {M} _{3}\mathrm {M} _{2}\mathrm {M} _{1}{\vec {S}}_{i}\neq \mathrm {M} _{1}\mathrm {M} _{2}\mathrm {M} _{3}{\vec {S}}_{i}\ .}

A continuación figuran las matrices de Mueller para algunos elementos ideales de óptica común:

{\displaystyle {1 \over 2}{\begin{pmatrix}1&1&0&0\\1&1&0&0\\0&0&0&0\\0&0&0&0\end{pmatrix}}\quad } Polarizador lineal (transmisión Horizontal)

{\displaystyle {1 \over 2}{\begin{pmatrix}1&-1&0&0\\-1&1&0&0\\0&0&0&0\\0&0&0&0\end{pmatrix}}\quad } Polarizador lineal (transmisión Vertical)

{\displaystyle {1 \over 2}{\begin{pmatrix}1&0&1&0\\0&0&0&0\\1&0&1&0\\0&0&0&0\end{pmatrix}}\quad } Polarizador lineal (transmisión a+45°)

{\displaystyle {1 \over 2}{\begin{pmatrix}1&0&-1&0\\0&0&0&0\\-1&0&1&0\\0&0&0&0\end{pmatrix}}\quad } Polarizador lineal (transmisión a - 45°)

{\displaystyle {\begin{pmatrix}1&0&0&0\\0&1&0&0\\0&0&0&-1\\0&0&1&0\end{pmatrix}}\quad } Trimestre retardador (eje vertical rápido)

{\displaystyle {\begin{pmatrix}1&0&0&0\\0&1&0&0\\0&0&0&1\\0&0&-1&0\end{pmatrix}}\quad } Trimestre retardador (eje horizontal rápido)

{\displaystyle {\begin{pmatrix}1&0&0&0\\0&1&0&0\\0&0&-1&0\\0&0&0&-1\end{pmatrix}}\quad } Mitad retardador (eje vertical rápido)

{\displaystyle {1 \over 4}{\begin{pmatrix}1&0&0&0\\0&1&0&0\\0&0&1&0\\0&0&0&1\end{pmatrix}}\quad } Filtro de atenuación (transmisión a 25%)